# Округ Шатоква (Њујорк)
Округ Шатоква (енгл. Chautauqua County) је округ у америчкој савезној држави Њујорк. По попису из 2010. године број становника је 134.905.

## Демографија
Према попису становништва из 2010. у округу је живело 134.905 становника, што је 4.845 (3,5%) становника мање него 2000. године.
| Група             | 2000.           | 2010.           |
| Белци             | 128.481 (91,9%) | 120.463 (89,3%) |
| Афроамериканци    | 3.051 (2,2%)    | 3.197 (2,4%)    |
| Азијати           | 502 (0,4%)      | 688 (0,5%)      |
| Хиспаноамериканци | 5.901 (4,2%)    | 8.241 (6,1%)    |
| Укупно            | 139.750         | 134.905         |